# Mengqiu Zhang
Mengqiu Zhang (9 de març de 2002) és una esquiadora alpina xinesa.
Es va iniciar en l'esquí l'any 2016 a Harbin
Als Jocs Paralímpics d'hivern de 2022, celebrats a Pequín, va guanyar la medalla d'or a la prova de descens supergegant, per darrere de l'esquiadora francesa Marie Bochet, que havia estat vuit vegades campiona paralímpica. Va significar la primera medalla d'or de la República Popular de la Xina en esquí alpí paralímpic. També va obtenir la medalla d'or en la prova d'eslàlom gegant, així com medalles de plata a les proves de descens, eslàlom i súper combinades.